# Elona quimperiana
Elona quimperiana é uma espécie de gastrópode  da família Elonidae. O seu nome científico provém da cidade bretã de Quimper.
Pode ser encontrada nos seguintes países: França (Bretanha e País Basco Francês) e Espanha (Galiza, Astúrias e País Basco), apresentando distribuição disjunta.
A concha deste caracol mede cerca de 30 mm de diâmetro e 12 mm de altura, em 5 ou 6 voltas em espiral, tornando-o numa das espécies de maior tamanho na sua área de habitat. Comparando com outras espécies simpátricas distingue-se pelas laterais relativamente planas da sua concha. No adulto, o bordo da abertura da concha (peristoma) apresenta um lábio branco. O seu corpo é particularmente grácil e longilíneo.